# Liste der Mitglieder der American Academy of Arts and Sciences/1788
Im Jahr 1788 wählte die American Academy of Arts and Sciences 17 Personen zu ihren Mitgliedern.

## Neugewählte Mitglieder
- Noah Atwater (1752–1802)
- Joseph Banks (1743–1820)
- George Cabot (1752–1823)
- Jean Dominique Cassini (1748–1845)
- Johann Jacob Hemmer (1733–1790)
- William Herschel (1738–1822)
- Thomas Hornsby (1733–1810)
- Charles Hutton (1737–1823)
- John Coakley Lettsom (1744–1815)
- Nevil Maskelyne (1732–1811)
- Nicholas Pike (1743–1819)
- Joseph Pope (1754–1826)
- Benjamin Rush (1746–1813)
- Thomas Russell (1740–1796)
- Winthrop Sargent (1753–1820)
- Jonathan Stokes (1754–1831)
- Richard Watson (1737–1816)